# Pierre Arnaud (cardinal)
Pour les articles homonymes, voir Pierre Arnaud et Arnaud.
Pierre Arnaud est un cardinal français né à Poyanne en Béarn et mort le 4 septembre 1306 à Avignon. Il est membre de l'ordre de bénédictins.

## Repères biographiques
Pierre Arnaud est abbé de Sainte-Croix de Bordeaux. Arnaud est créé cardinal par le pape Clément V lors du consistoire du 15 décembre 1305. Le cardinal Arnaud est nommé vice-chancelier de la Sainte-Église en 1306.